# Wrong (cançó)
«Wrong» és el quaranta-sisè senzill de la banda britànica Depeche Mode i primer de l'àlbum d'estudi Sounds of the Universe. Estigué disponible al públic en format físic a partir del 6 d'abril de 2009, però ja al 24 de febrer del mateix any es podia aconseguir en format digital.

## Informació
Es tracta d'un tema força basat en l'acritud sonora del blues, tot i que més aspre que trista, com un lament desesperat quan s'arriba a tal punt de pessimisme que es torna evident que ni hi haurà cap solució. La musicalització és electroacústica força recarregada sense perdre l'harmonia, amb notes molt greus de corda per reflectir la pesantor de la lletra, que Gahan canta en un to alt i greu. La lletra provoca la sensació de tenir un destí cruel en el qual no es podrà obtenir el que es desitja malgrat tenir poques expectatives, una inevitable caiguda en l'abisme del qual no hi ha sortida, només esperar més desgràcies o el final de tot.
La cara-B fou «Oh Well», que també fou inclosa en l'edició deluxe de l'àlbum. Fou la primera col·laboració entre Gore i Gahan, que van compondre la música i van escriure la lletra respectivament.
El videoclip fou dirigit per Patrick Daughters, que era la primera ocasió que treballava per la banda, i estrenat el 20 de febrer de 2009 a la pàgina de MySpace de la banda. Hi té un paper destacat el bateria de la banda Liars, Mulian Gross. A final d'any fou nominat als premis Grammy al millor vídeo de curt format, junt amb el mateix àlbum que fou nominat al Grammy al millor àlbum de música alternativa.
Va tenir una bona difusió per les emissores de ràdio tant a Europa com als Estats Units, però això no es va veure reflectit en les llistes de senzills, ja que només va arribar al 24è lloc de la llista britànica de senzills, el pitjor resultat per un primer senzill d'un àlbum des de «Dreaming of Me» l'any 1981, que arribà a la 57a posició. Això contrasta amb els bons resultats que aconseguí l'àlbum arribant a la segona posició al Regne Unit.
Fou interpretada en tots els concerts de la gira Tour of the Universe, realitzada per promocionar aquest àlbum, sempre en segon lloc després de «In Chains». La interpretació era forta, sonora i agressiva, tal qual apareixia al disc i malgrat l'alt nivell de producció de la cançó.
Posteriorment fou inclosa en el tràiler del videojoc Metal Gear Solid: Rising (2013) amb l'eslògan "make it right".

## Llista de cançons
7": Mute/Bong40 (Regne Unit)
1. "Wrong" − 3:13
2. "Oh Well" − 4:25

12": Mute/12Bong40 (Regne Unit)
1. "Wrong" − 3:13
2. "Wrong" (Thin White Duke Remix) − 7:43
3. "Wrong" (Trentemøller Club Remix) − 6:57
4. "Wrong" (Caspa Remix) − 5:08

CD: Mute/CDBong40 (Regne Unit)
1. "Wrong" − 3:13
2. "Oh Well" (Black Light Odyssey Remix) − 5:54

CD: Mute/LCDBong40 (Regne Unit)
1. "Wrong" − 3:13
2. "Wrong" (Trentemøller Club Remix) − 6:57
3. "Wrong" (Thin White Duke Remix) − 7:43
4. "Wrong" (Magda's Scallop Funk Mix) − 6:25
5. "Wrong" (D.I.M. vs Boys Noize Remix) − 5:12